# Ribuloza-bisfosfatna karboksilaza
Ribuloza-bisfosfatna karboksilaza (EC 4.1.1.39, D-ribuloza 1,5-difosfat karboksilaza, D-ribuloza-1,5-bisfosfat karboksilaza, RuBP karboksilaza, karboksidismutaza, difosforibuloza karboksilaza, ribuloza 1,5-bisfosfat karboksilaza, ribuloza 1,5-bisfosfat karboksilaza/oksigenaza, ribuloza 1,5-difosfat karboksilaza, ribuloza 1,5-difosfat karboksilaza/oksigenaza, ribuloza bisfosfat karboksilaza/oksigenaza, ribuloza difosfat karboksilaza, ribuloza difosfat karboksilaza/oksigenaza, rubisco, 3-fosfo--glicerat karboksilijaza (dimerizacija)) je enzim sa sistematskim imenom 3-fosfo--glicerat karboksilijaza (dimerizacija; formira D-ribuloza-1,5-bisfosfat). Ovaj enzim katalizuje sledeću hemijsku reakciju
2 3-fosfo--glicerat + 2 H+ {\displaystyle \rightleftharpoons } -ribuloza 1,5-bisfosfat + CO2 +2O
Ovaj enzim može da koristi O2 umesto CO2, pri čemu se formira 3-fosfo--glicerat i 2-fosfoglikolat.

## Literatura
- Nicholas C. Price; Lewis Stevens (1999). Fundamentals of Enzymology: The Cell and Molecular Biology of Catalytic Proteins (Third изд.). USA: Oxford University Press. ISBN 019850229X.
- Eric J. Toone (2006). Advances in Enzymology and Related Areas of Molecular Biology, Protein Evolution (Volume 75 изд.). Wiley-Interscience. ISBN 0471205036.
- Branden C; Tooze J. Introduction to Protein Structure. New York, NY: Garland Publishing. ISBN 0-8153-2305-0.
- Irwin H. Segel. Enzyme Kinetics: Behavior and Analysis of Rapid Equilibrium and Steady-State Enzyme Systems (Book 44 изд.). Wiley Classics Library. ISBN 0471303097.
- William P. Jencks (1987). Catalysis in Chemistry and Enzymology. Dover Publications. ISBN 0486654605.

## Spoljašnje veze
- Ribulose-bisphosphate+carboxylase на 